# Petite-Rosselle
Petite-Rosselle é uma comuna francesa na região administrativa de Grande Leste, no departamento de Mosela. Estende-se por uma área de 5,05 km². Em 2010 a comuna tinha 6 420 habitantes (densidade: 1 271,3 hab./km²).